# Wiesznia
Wiesznia (biał. Вешня; ros. Вешня) – wieś na Białorusi, w obwodzie brzeskim, w rejonie pińskim, w sielsowiecie Łasick, nad Styrem i przy granicy Rezerwatu Krajobrazowego Prostyr.
Przed II wojną światową wieś i folwark. W dwudziestoleciu międzywojennym leżała w Polsce, w województwie poleskim, w powiecie pińskim, w gminie Wiczówka. Po II wojnie światowej w granicach Związku Sowieckiego. Od 1991 w niepodległej Białorusi.